# Mercadona

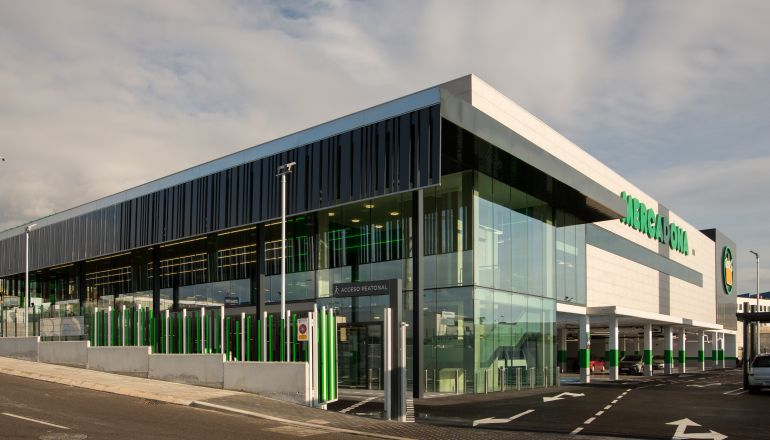

Mercadona is een keten van Spaanse supermarkten die oorspronkelijk uit de stad Valencia komt, waar nog steeds het hoofdkantoor gevestigd is. De naam 'Mercadona' is een samentrekking van de Valenciaanse woorden Mercat (markt) en Dona (vrouw). Mercadona is de grootste supermarktketen van Spanje, hoewel Carrefour de grootste voedingsdistributeur van dat land is. De winkels van Mercadona zijn grotendeels buurtsupermarkten. Het assortiment bestaat voornamelijk uit huismerk producten en A-merken met grote afname, in de afdelingen voeding, drogisterij, schoonmaakproducten en aanverwante artikelen. 